# Орлова (приток Контылькы)
Орлова — река в России, протекает по территории Туруханского района Красноярского края и Красноселькупского района Ямало-Ненецкого автономного округа. Начинается в болотах. Устье реки находится в 72 км по левому берегу реки Контылькы на высоте 71 метр над уровнем моря. Длина реки составляет 31 км. В 11 км от устья, по правому берегу реки впадает река Горелый.
По руслу реки проходит граница Красноярского края и Ямало-Ненецкого автономного округа.

## Данные водного реестра
По данным государственного водного реестра России относится к Нижнеобскому бассейновому округу, водохозяйственный участок реки — Таз, речной подбассейн реки — Подбассейн отсутствует. Речной бассейн реки — Таз.
По данным геоинформационной системы водохозяйственного районирования территории РФ, подготовленной Федеральным агентством водных ресурсов:
- Код водного объекта в государственном водном реестре — 15050000112115300063778
- Код по гидрологической изученности (ГИ) — 115306377
- Код бассейна — 15.05.00.001
- Номер тома по ГИ — 15
- Выпуск по ГИ — 3